# Cercul Militar Pitești
Cercul Militar din Pitești (denumită și Casa Armatei) situată în Piața Muntenia din centrul orașului, a fost construită după planurile arhitectului Octav Doicescu, constructor M. Papadopol. Piatra de temelie a fost pusă la 7 iulie 1939, în prezența prim-ministrului României, Armand Călinescu. 

## Galerie de imagini

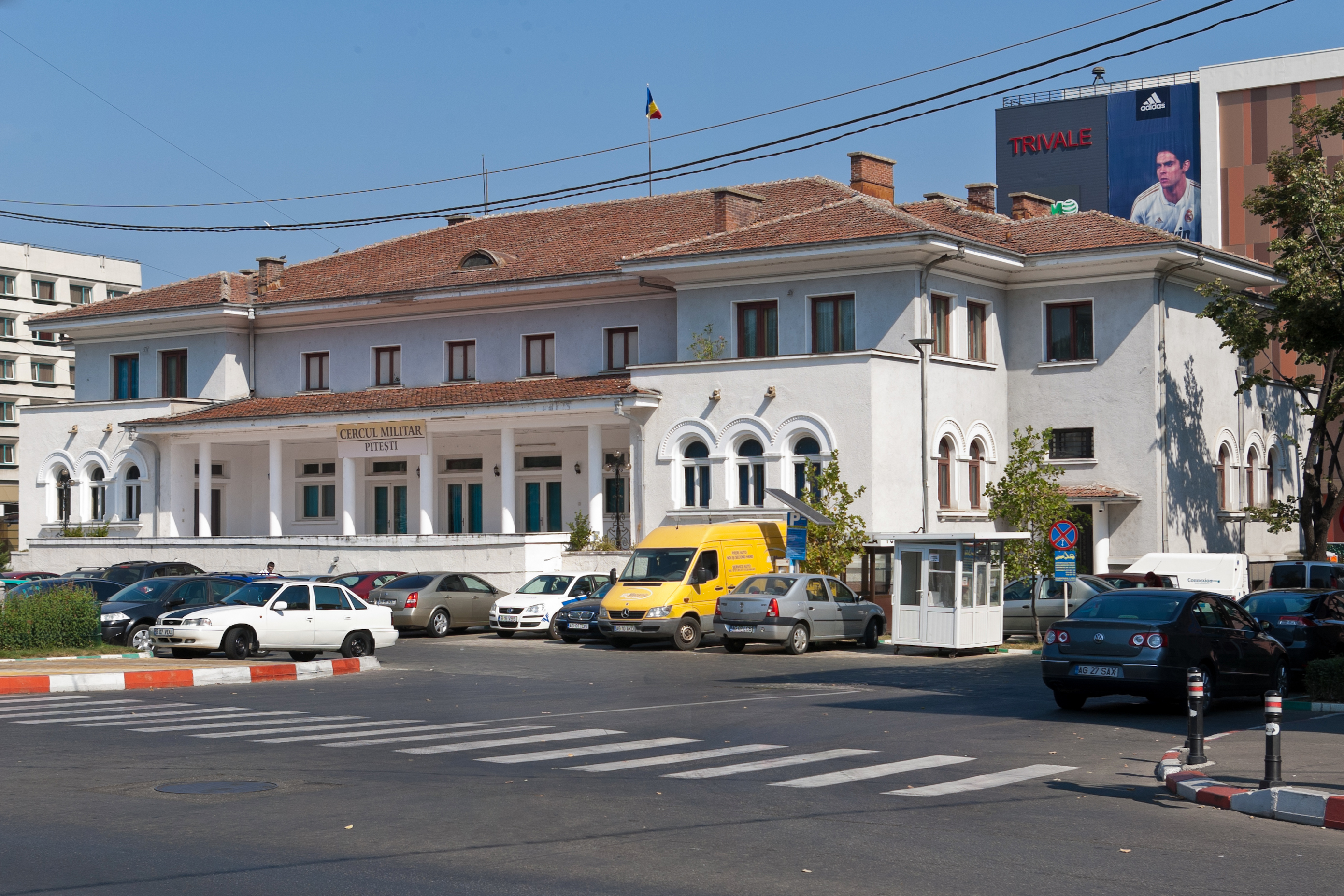